# Night After Night (Out of the Shadows)
«Night after Night (Out of the Shadows)» es una canción del grupo finlandés de rock The Rasmus, y es la segunda pista de su álbum Hide from the Sun.
Night after Night (Out of the Shadows) es algo similar a una segunda parte de In The Shadows, pero este tema tiene un sonido más rock. 

## Significado lírico
Aunque Night after Night es como una segunda parte de In The Shadows, es un tópico muy diferente musicalmente. El cantautor Lauri Ylönen dice al componerla estaba un poco más desesperado que cuando hizo la primera parte, se cuestionaba y esperaba respuestas sobre algunas preguntas de su vida.

## Créditos
The Rasmus
- Lauri Ylönen: Vocales
- Pauli Rantasalmi: Guitarra
- Eero Heinonen: Bajo
- Aki Hakala: Batería